# Marie-Françoise Robert
Marie-Françoise Robert Haenggli née Marie-Françoise Robert en 1939 à La Chaux-de-Fonds, est une artiste suisse.

## Biographie
Marie-Françoise Robert fait partie d'une famille renommée d'artistes suisses. Son grand-père Théophile Robert et les frères de celui-ci Paul-André  et Philippe, son arrière-grand-père Léo-Paul et son arrière-arrière-grand-père Aurèle Robert sont également peintres. Aurèle était le frère de Léopold Robert, dont les deux œuvres principales sont exposées au Louvre, parmi les peintres français, car il a étudié chez Jacques-Louis David lorsque le prince de Neuchâtel était le maréchal Berthier, du temps de Napoléon. Marie-Françoise est la deuxième de quatre enfants, d'un père économiste et d'une mère avocate et politicienne. Enfant déjà, elle est impressionnée par le travail intensif de son grand-père, pendant lequel elle n'est pas autorisée à le déranger. Elle épouse Claude Haenggli , avec qui elle a deux enfants. Son fils Jerry Haenggli est également peintre.
Marie-Françoise Robert fréquente diverses écoles à Berne avant d'obtenir une licence en littérature à l'Université de Neuchâtel. Elle ne suit pas de formation dans le domaine de l'art, mais apprend en tant qu'autodidacte.
Dès les années 1980, elle réalise des collages. Plus tard, elle combine également les collages avec des dessins et des peintures.
Elle enseigne à l'université populaire de Düsseldorf et à l'école des arts visuels de Bienne. Elle travaille ensuite au Musée des Beaux-Arts de Berne, de 1983 à 2004. Entre 1999 et 2012, elle est également membre de la fondation "Collection Robert" à Bienne.
Elle expose ses œuvres pour la première fois dans les années 1990. Elle réalise par la suite divers ensembles de collages. Il est rare qu'elle donne des noms à ses images. Elles les inscrit plutôt au sein d'une série thématique.
Marie-Françoise Robert vit et travaille à Berne.

## Cycles artistiques (sélection)[7]
- 1992-1999 : Signes de vie
- 2001-2010 : L'Essence des choses
- 2001-2005 : Au-delà des mots
- 2008-2018 : Portraits imaginaires
- 2011-2016 : Comédie humaine
- 2012-2020 : Réminiscences
- 2017-2022 : Histoires de planètes

## Expositions

### Expositions personnelles (sélection)
- 1999 : Signes de Vie, c/o suti gallery & edition, Berne
- 2001 : L'Essence des choses, c/o suti gallery & edition, Berne
- 2004 : Au-delà des mots, c/o suti galerie & edition, Berne
- 2009 : Old Sounds – New Works, Künstlerhaus, Berne
- 2010 : Pré-passés imaginaires, Galerie ArchivArte, Berne
- 2012 : Jour, Nuit et Rêve, Galerie ArchivArte, Berne
- 2014 : Bestiaires, Art-Etage, Bienne
- 2015 : Terreurs ici et là, Au joli mois de mai, La Voirie, Bienne
- 2017 : Méta-Morphoses, Galerie ArchivArte, Berne
- 2018 : Autoportraits hors du temps, KunstKeller, Berne
- 2022 : Métharmophosis/Transformation, Neues Museum Bienne

### Expositions collectives (sélection)
- 2002 : Fil rouge 02, Galerie & Édition René Steiner, Erlach
- 2012 : Adresse(s) – La suite, la série, la variation, Centre de gravure contemporaine, Musée de Carouge
- 2012 : I am the space where I am – Exposition d'art contemporain des femmes suisses, He Xiangning Art Museum, Shenzhen, Chine
- 2013 : Impression nationale 2013. Exposition de gravure, Kunsthaus Grenchen
- 2016 : Minis, Künstlerhaus Postgasse 20, Berne